# Ԏ (слово ћирилице)
Ԏ ԏ (искошено: Ԏ ԏ) је слово Молодцовљеве азбуке, варијанте ћирилице. Коришћен је само у писању комског језика између 1920-их и 1940-их.

## Рачунарски кодови
| Знак                      | Ԏ                                | Ԏ                                | ԏ                              | ԏ                              |
| ------------------------- | -------------------------------- | -------------------------------- | ------------------------------ | ------------------------------ |
| Назив у Уникоду           | CYRILLIC CAPITAL LETTER KOMI TJE | CYRILLIC CAPITAL LETTER KOMI TJE | CYRILLIC SMALL LETTER KOMI TJE | CYRILLIC SMALL LETTER KOMI TJE |
| Врста кодирања            | децимална                        | хексадецимална                   | децимална                      | хексадецимална                 |
| Уникод                    | 1294                             | U+050E                           | 1295                           | U+050F                         |
| UTF-8                     | 212 142                          | D4 8E                            | 212 143                        | D4 8F                          |
| Нумеричка референца знака | &#1294;                          | &#x50E;                          | &#1295;                        | &#x50F;                        |

## Слична слова
- Т т : Ћирилично слово
- Ћ ћ : Ћирилично слово